# Caulokaempferia burttii
Caulokaempferia burttii är en enhjärtbladig växtart som beskrevs av Kai Larsen och Jenjitt. Caulokaempferia burttii ingår i släktet Caulokaempferia och familjen Zingiberaceae.
Artens utbredningsområde är Laos. Inga underarter finns listade i Catalogue of Life.